# Świszczewski

Świszczewski I

Świszczewski II

Świszczewski (Świczewski, Świszczowski) – polski herb szlachecki o niepewnym wizerunku.

## Opis herbu
Istnieją rozbieżne poglądy na to, jak wyglądał herb Świszczewski.
Józef Szymański, powołując się na najstarsze wizerunki pochodzące od Paprockiego i Okolskiego, podał następujący opis:
W polu belki ułożone jakby w podwójny trójząb.
Źródła XVI-wieczne nie znały zatem klejnotu tego herbu.
Kasper Niesiecki zinterpretował potrójne belki jako potrójne kolumny, bądź jako chorągwie, analogicznie jak w herbie Radwan:

Czy to trzy kolumny spodem ze sobą powiązane, czy też chorągwie dwie, ale przewrócone być powinny, jedna pod drugą, w koronie zaś trzy pióra strusie.

Klejnot – trzy pióra strusie.
Stanisław Chrząński podaje już tylko wersję z dwiema chorągwiami (złotymi).
Tadeusz Gajl, posiłkując się Uzupełnieniami do Księgi Herbowej Rodów Polskich i herbarzem Siebmachera, osobno klasyfikuje wersje z chorągwiami i kolumnami. Wersja z kolumnami to w jego herbarzu Świszczewski, zaś z chorągwiami złotymi i innym klejnotem – pióro strusie złote między czerwonymi – Świszczewski II.

## Najwcześniejsze wzmianki
Najwcześniejsze wzmianki o tym herbie pochodzą z XVI wieku – z Gniazda cnoty i Herbów rycerstwa polskiego Paprockiego, oraz Orbis Poloni Okolskiego. Zaginął według Szymańskiego w XVI wieku.

## Herbowni
Herb ten był herbem własnym, więc przysługiwał tylko jednemu rodowi herbownych. Ponieważ jednak jego nazwisko zapisywano różnie, lista ma więcej niż jedno nazwisko:
Świszczewski (Świczawski, Świczewski, Świsczewski, Świszewski).